# Soft Kitty
Soft Kitty är en barnvisa, populariserad av karaktärerna Sheldon och Penny i den amerikanska sitcomserien The Big Bang Theory. Visan benämns ibland som Warm Kitty. Enligt en upphovsrättsprocess skrevs texten till "Warm Kitty" av Edith Newlin.
I serien The Big Bang Theory beskrivs låten av Sheldon som en låt som hans mor sjungit när han varit sjuk. Texterna på The Big Bang Theory är: "Soft kitty, warm kitty, little ball of fur! Happy kitty, sleepy kitty, purr purr purr!" En scen som visar sångens ursprung i Sheldons barndom avbildas i ett avsnitt av Young Sheldon, som utspelar sig innan The Big Bang Theory . Avsnittet sändes den 1 februari 2018 och visar Sheldons mamma Mary sjunga låten till sin son, som lider av influensan.
Olika versioner av sången har släppts av den australiensiska barnaktören Patsy Biscoe och av det långvariga ABC -barnprogrammet Play School som sänts innan The Big Bang Theory. I dessa versioner är textraderna omvända, och går istället: "Warm kitty, soft kitty, little ball of fur. Sleepy kitty, happy kitty, purr purr purr." Sången är fortfarande en del av Play Schools katalog över barnvisor som regelbundet framförs i programmet. 
I samband med julen 2011 kunde "Soft Kitty"-varor - som ett stoppat kramdjur i form av en katt, eller en t-shirt med The Big Bang Theory-versionen av sångtexten, köpas.

## Upphovsrättsärenden
I december 2015 väckte arvingarna till Edith Newlin en talan mot de olika företagen med koppling till The Big Bang Theory, och hävdade att sångens text och musik dök upp i boken Songs for the Nursery School som publicerades 1937 av Willis Music. I boken var sången baserad på en dikt av Newlin. Upphovsrätten för boken förnyades 1964. Webbplatsen för Willis Music anger: 
| ” | In 1937 we published a book called Songs for the Nursery School and we sold tens of thousands of copies. It is a hardbound book of over 150 songs for children. The book was written by Laura Pendleton MacCarteney. In that book on page 27 is 'Warm Kitty'.... Warner Brothers and I worked together to secure the rights for the show The Big Bang Theory and they have been using the song ever since. | „ |

Stämningen av Newlins döttrar hävdade däremot att de själva innehade upphovsrätten. Vidare påstod de att de inte godkände användningen av texterna, att Willis Music inte hade tillstånd att ge andra tillåtelse att använda texterna, och att texterna inte bara använts i tv-serierna, utan också på olika varor med koppling till tv-serierna utan tillstånd.
Den 27 mars 2017 gjordes det klart i amerikansk domstol att Newlins döttrar inte visat att de haft upphovsrätt till sin mors texter.